# Pianoconcert nr. 12 (Mozart)
Wolfgang Amadeus Mozart componeerde zijn pianoconcert nr. 12 in A majeur, KV 414 in Wenen in de herfst van het jaar 1782. Het werk behoort met het elfde pianoconcert (KV 413) en het dertiende pianoconcert (KV 415) tot Mozarts vroeg Weense pianoconcerten.
Het werk bestaat uit drie delen:
1. Allegro
2. Andante
3. Allegretto

Voor het begeleiden van de piano heeft Mozart net zoals bij het elfde en dertiende pianoconcert twee opties opengelaten:
- Een orkest bestaande uit twee hobo's, twee fagotten (optioneel), twee hoorns en strijkers (violen, altviolen, cello's en contrabassen).
- Een bescheidener begeleiding in de vorm van een strijkkwartet ("a quattro").

Het concert is vooral vrolijk en makkelijk in het gehoor liggend. Mozart schreef in een brief naar zijn vader over het 11e, 12e en 13e pianoconcert dat ze voor minder ervaren luisteraars zeer geschikt waren, terwijl de werken qua inhoud tóch op momenten de muziekkenner konden plezieren. Zo bevat het Allegro een bijzondere cadenza-achtige passage voor de piano.
1 · 2 · 3 · 4 · 5 · 6 · 7 · 8 · 9 · 10 · 11 · 12 · 13 · 14 · 15 · 16 · 17 · 18 · 19 · 20 · 21 · 22 · 23 · 24 · 25 · 26 · 27

Drie pianoconcerten naar sonates van Johann Christian Bach
- Biblioteca Nacional de España: XX3158067
- Bibliothèque nationale de France: cb14809902f (data)
- Library of Congress Control Number: n81072646
- MusicBrainz work: da9ed009-49bc-4386-9086-2808e72af9e4
- Nationale bibliotheek van Australië: 35332296
- Nationale Bibliotheek van Israël: 987007425276605171
- Virtual International Authority File: 183471838